# Toralf Engan
Toralf Engan   (Meldal, 1 d'octubre de 1936) és un saltador d'esquí noruec, ja retirat, que destacà a la dècada del 1960.
Destacà mundialment en els Jocs Olímpics d'Hivern de 1964 realitzats a Innsbruck (Àustria) on aconseguí guanyar la medalla d'or en la prova de salt llarg des d'un trampolí de 120 metres d'alçada, i la medalla de plata en la prova de salt normal des del trampolí de 90 metres. Anteriorment, però, havia aconseguit la victòria en el Campionat del Món d'esquí nòrdic amb la seva victòria en el salt d'esquí des del trampolí normal l'any 1962, en la primera edició d'aquesta prova, i la victòria en el Torneig dels Quatre Trampolins en l'edició de 1962-1963.